# Bolo insulinico
Il bolo insulinico è una quantità di insulina che viene introdotta in un soggetto diabetico in concomitanza coi pasti giornalieri tramite iniezione manuale o con l'ausilio di microinfusore, nella terapia del diabete. Il bolo varia di volta in volta, al bisogno, in base alla glicemia, alla quantità dei carboidrati nel pasto e dalla sensibilità del singolo soggetto all'insulina.
La dicitura "bolo insulinico" o "bolo" è entrata in uso con la crescente diffusione dei microinfusori, quando è stato necessario distinguere la singola somministrazione insulinica dall'infusione continua che tali dispositivi sono in grado di assicurare (diversamente dalle iniezioni manuali).
Con lo sviluppo, da parte delle ditte produttrici, di microinfusori sempre più precisi e in grado di adattarsi alle necessità di chi li utilizza, sono stati introdotti diversi tipi di bolo, utili a soddisfare esigenze diverse.

## Bolo normale
È il tipo di bolo più comune. Il microinfusore introduce la quantità di insulina desiderata, su comando dell'utente, nel tempo minimo possibile. Si utilizza per controbilanciare un introito di carboidrati con il pasto.

## Bolo a onda quadra
Detto anche "bolo prolungato". Questo bolo insulinico è modificato rispetto al precedente, e costituisce una specifica funzione ormai presente in tutti i microinfusori. È in grado di infondere la quantità di insulina desiderata in un tempo, in ore, definito dall'utente. In questo modo l'insulina viene infusa dal dispositivo in modo lento e costante per un certo periodo dopo un pasto. È una modalità di infusione necessaria qualora si facciano pasti prolungati (es. pranzi di matrimonio, cene abbondanti) o particolarmente ricchi di carni e proteine (per le quali il fegato ha una lenta capacità di gluconeogenesi).

## Bolo a onda doppia
Unisce il bolo semplice e il bolo a onda quadra. È in grado di mantenere le caratteristiche dei due precedenti tipi di bolo. Il bolo a onda doppia consente infatti all'utente di stabilire la quantità di insulina da infondere, e successivamente di suddividere in percentuali tale quantità. Una quota andrà infusa rapidamente come bolo normale, l'altra quota sarà infusa in un periodo in ore stabilito dall'utente. Utile per pasti abbondanti, ricchi di grassi e carboidrati complessi, ma non privi di carboidrati semplici. Alcune ditte costruttrici di microinfusori lo chiamano "bolo pizza", dato che l'uso di tale bolo si addice particolarmente a questo piatto.

## Insulina miscelata
Nell'ambito delle iniezioni manuali, i boli di insulina miscelata sono iniezioni che infondono miscele tra insulina rapida ed intermedia. Le miscele possono essere preparate dal somministratore stesso, oppure più spesso possono essere preconfezionate e vendute come tali dalle principali ditte farmaceutiche. Ad esempio, l'"insulina 30/70" è un preparato preconfezionato che contiene il 30% di insulina rapida, e il restante 70% di insulina intermedia. Le miscele uniscono insuline a diverso tempo d'azione, allo scopo di ottenere con le iniezioni manuali una funzione simile a quella del bolo a onda doppia presente nei microinfusori.

## Il calcolo dei carboidrati
In base alla glicemia pre-prandiale (in mg/dl) ed ai carboidrati introdotti (in g CHO), tenendo conto della sensibilità individuale all'insulina, è possibile calcolare la quantità di insulina più corretta da somministrare in ogni singolo bolo per ottenere la glicemia post-prandiale desiderata.
La sensibilità individuale all'insulina è quantificata in base ad un parametro detto "Factor of Insulin Sensitivity" (fattore di sensibilità all'insulina). Questo fattore determina di quanto una unità di insulina sia in grado di abbassare la glicemia. È in altre parole un rapporto che indica l'abbassamento glicemico per unità di insulina. Esso varia da persona a persona, ma è tipico di ogni singolo individuo. Viene individuato sperimentalmente attraverso la somministrazione di una unità di insulina in condizioni di sicurezza, seguita da una misurazione della glicemia a due ore di distanza.